# Montreal Winter Carnival Tournament 1884
Montreal Winter Carnival Tournament 1884 var den anden i rækken af ishockeyturneringer i forbindelse med Montreal Winter Carnival i Montreal, Quebec, Canada. Turneringen havde deltagelse af fem hold, der i alt spillede ti kampe i perioden 4. – 11. februar 1884. Alle kampene blev spillet udendørs på McGill University, og Ottawa Hockey Club spillede sin første officielle turnering.
Turneringen blev vundet af Montreal Victorias.
| Runde        | Dato        | Kamp                                      | Res. | Spillested        |
| ------------ | ----------- | ----------------------------------------- | ---- | ----------------- |
| Gruppespil?  | 4. februar  | Montreal Victorias – McGill University HC | 1–0  | McGill University |
| Gruppespil?  | 5. februar  | Montreal Crystals – Montreal Wanderers    | 1–0  | McGill University |
| Gruppespil?  | 6. februar  | McGill University HC – Montreal Crystals  | w.o. | McGill University |
| Gruppespil?  | 6. februar  | Montreal Wanderers – Montreal Victorias   | w.o. | McGill University |
| Gruppespil?  | 7. februar  | McGill University HC – Ottawa HC          | 1–0  | McGill University |
| Gruppespil?  | 8. februar  | Ottawa HC – Montreal Victorias            | 1–0  | McGill University |
| Gruppespil?  | 8. februar  | Montreal Wanderers – McGill University HC | w.o. | McGill University |
| Semifinaler? | 9. februar  | Ottawa HC – McGill University HC          | 3–0  | McGill University |
| Semifinaler? | 9. februar  | Montreal Victorias – Montreal Crystals    | 2–0  | McGill University |
| Finale?      | 11. februar | Montreal Victorias – Ottawa HC            | 1–0  | McGill University |